# Hebecarpa barbeyana
Hebecarpa barbeyana är en jungfrulinsväxtart som först beskrevs av Chod., och fick sitt nu gällande namn av J.R.Abbott. Hebecarpa barbeyana ingår i släktet Hebecarpa och familjen jungfrulinsväxter. Inga underarter finns listade i Catalogue of Life.